# Тулія (Техас)
Тулія (англ. Tulia) — місто (англ. city) в США, в окрузі Свішер штату Техас. Населення — 4473 особи (2020).

## Географія
Тулія розташована за координатами 34°32′16″ пн. ш. 101°46′28″ зх. д. / 34.53778° пн. ш. 101.77444° зх. д. (34.537864, -101.774434).  За даними Бюро перепису населення США в 2010 році місто мало площу 9,24 км², з яких 9,21 км² — суходіл та 0,03 км² — водойми.

## Демографія
Згідно з переписом 2010 року, у місті мешкало 4967 осіб у 1624 домогосподарствах у складі 1143 родин. Густота населення становила 537 осіб/км².  Було 1876 помешкань (203/км²).
Расовий склад населення:
| - 70,7 % — білих - 10,2 % — чорних або афроамериканців - 0,8 % — корінних американців - 0,2 % — азіатів - 16,1 % — осіб інших рас |

До двох чи більше рас належало 2,0 %. Частка іспаномовних становила 45,0 % від усіх жителів.
За віковим діапазоном населення розподілялося таким чином: 26,6 % — особи молодші 18 років, 57,7 % — особи у віці 18—64 років, 15,7 % — особи у віці 65 років та старші. Медіана віку мешканця становила 33,7 року. На 100 осіб жіночої статі у місті припадало 118,5 чоловіків;  на 100 жінок у віці від 18 років та старших — 126,2 чоловіків також старших 18 років.
Середній дохід на одне домашнє господарство  становив 45 482 долари США (медіана — 31 530), а середній дохід на одну сім'ю — 53 639 доларів (медіана — 40 978). Медіана доходів становила 40 392 долари для чоловіків та 22 670 доларів для жінок. За межею бідності перебувало 27,4 % осіб, у тому числі 38,6 % дітей у віці до 18 років та 11,3 % осіб у віці 65 років та старших.
Цивільне працевлаштоване населення становило 1542 особи. Основні галузі зайнятості: освіта, охорона здоров'я та соціальна допомога — 17,8 %, роздрібна торгівля — 15,0 %, сільське господарство, лісництво, риболовля — 9,6 %, мистецтво, розваги та відпочинок — 9,3 %.